# Gehhilfe

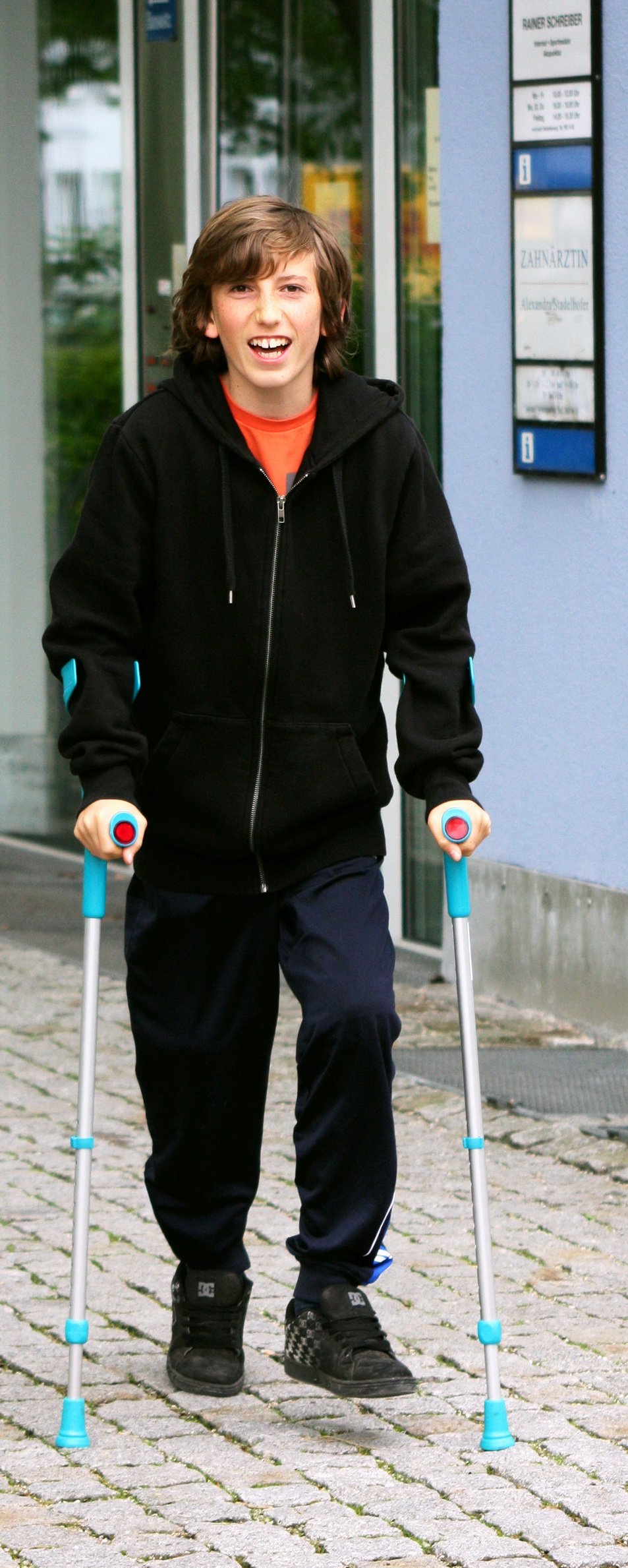
Person mit Unterarmgehstützen

Gehhilfe ist der Oberbegriff für alle Hilfsmittel, welche zur Entlastung von Gelenken und zur Mobilitätssteigerung eingesetzt werden.
Zu den Gehhilfen gehören die als solche von der Gesetzlichen Krankenversicherung (GKV) anerkannten Hilfsmittel im Rahmen einer Rehabilitation, wobei es für unterschiedliche Grade der Gehbehinderung zahlreiche unterschiedliche Gehhilfen gibt. Ebenfalls zu den Gehhilfen gehören die aus anderen Gründen (z. B. allgemeine Erleichterung, sportliche Betätigung, soziales Signal) bei einer Form des Gehens (z. B. Spaziergang oder Wanderung) verwendeten Hilfsmittel.

## Gehhilfen bei Gehbehinderung
Gehhilfen für Personen mit Gehbehinderung sind in entsprechenden Verzeichnissen bzw. Normen definiert.

### Definitionen im Hilfsmittelverzeichnis der GKV
Das Hilfsmittelverzeichnis der Gesetzlichen Krankenversicherung (GKV) unterscheidet folgende Produkte:

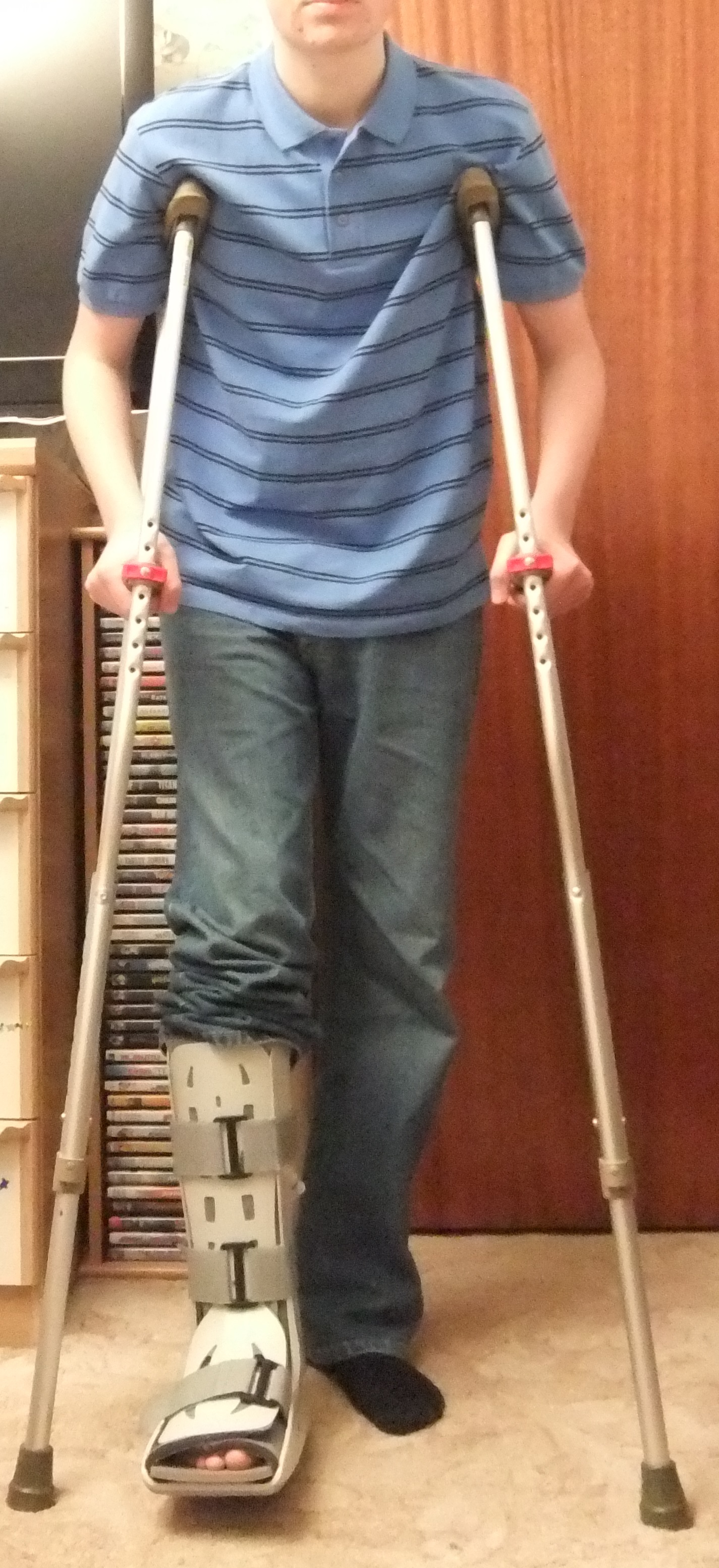
Person mit Achselstützen

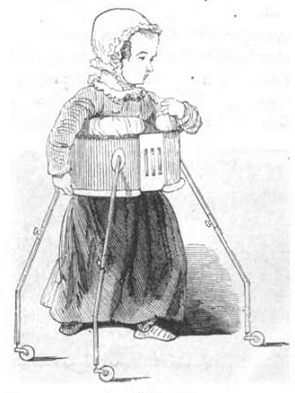
Historischer Laufwagen für Kinder (Mitte 19. Jahrhundert)

Produktgruppe 10.46 Gehhilfen für den Innenraum:
- Gehgestelle
  - Gehgestelle (starr)
  - Reziproke Gehgestelle (mit gegeneinander gelenkig bewegbaren Seitenteilen)
  - Gehgestelle mit zwei Rollen
- Gehwagen (z. B. Rollator)
  - Gehwagen
  - Gehwagen mit Armauflagen
  - Gehwagen mit Achselauflage
  - Gehwagen für Kinder
- Gehübungsgeräte
  - Gehbarren

Produktgruppe 10.50 Gehhilfen für den Innenraum und Außenbereich/Straßenverkehr:
- Hand-/Gehstöcke
  - Handstöcke
  - Gehstöcke
  - Gehstöcke mit anatomischem Handgriff
  - Mehrfußgehhilfen
  - Mehrfußgehhilfen mit anatomischem Handgriff

- Unterarmgehstützen
  - Unterarmgehstützen („Krücken“)

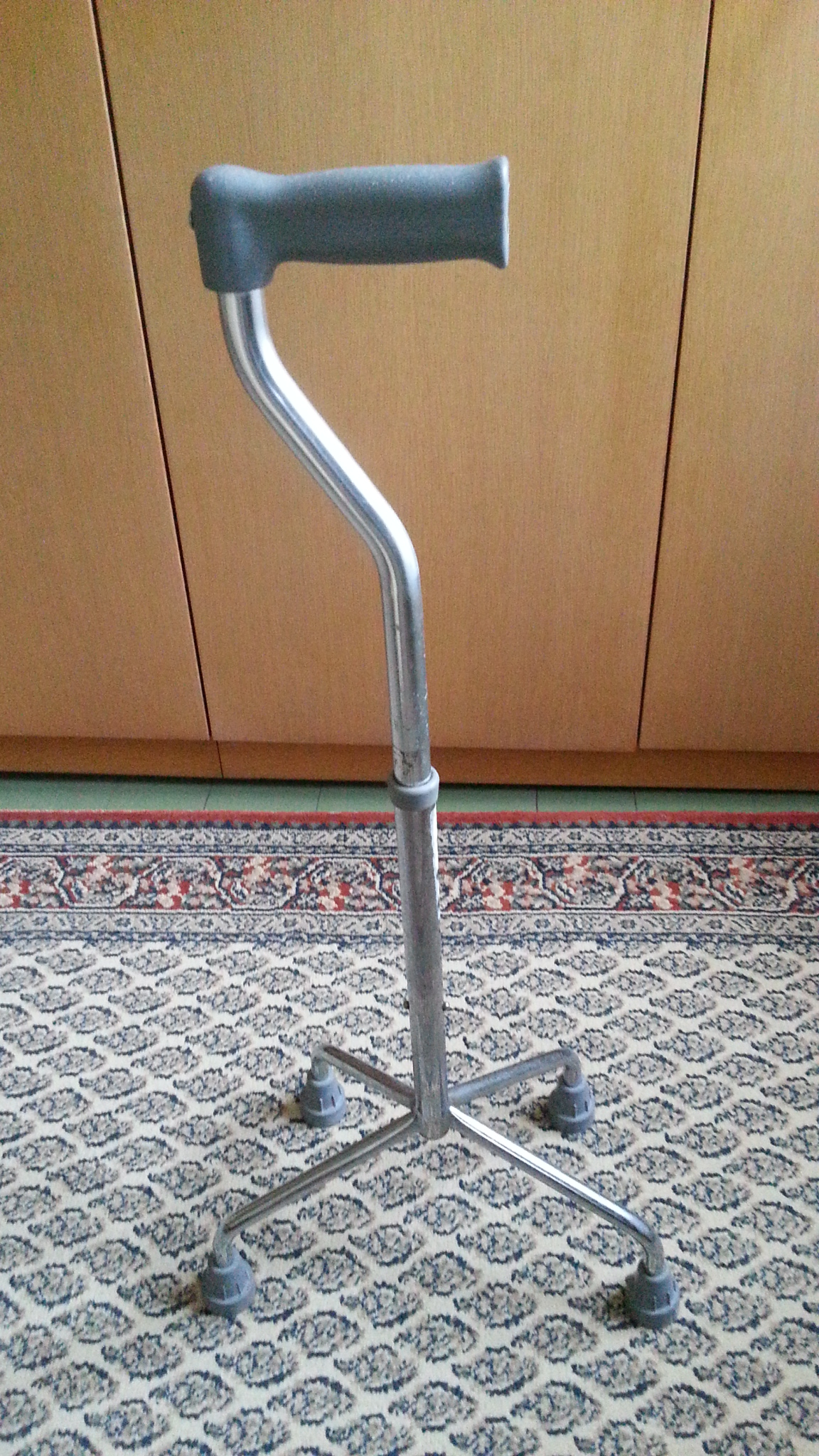
Vierfußgehhilfe

  - Unterarmgehstützen mit anatomischem Handgriff
  - Arthritisstützen
- Achselstützen
  - Achselstützen (sog. Amerikanische Krücken)
- Fahrbare Gehhilfen
  - Dreirädrige Gehhilfen (Deltaräder)
  - Vierrädrige Gehhilfen (Rollatoren)

Produktgruppe 10.99 Gehhilfen ohne speziellen Anwendungsort:
- Zubehör
  - Stockpuffer
  - Spezialstockpuffer
  - Stockhalter
- Sonstige Gehhilfen
  - Sonstige Gehhilfen

### Definitionen nach EN ISO 9999
Die Hilfsmittel-Klassifikationsnorm EN ISO 9999 unterscheidet abweichend davon in der Produktgruppe 12 – Hilfsmittel für die persönliche Mobilität die Untergruppen
- 12 03 Mit einem Arm gehandhabte Gehhilfen
  - 12 03 03 Gehstöcke
  - 12 03 06 Unterarmgehstützen
  - 12 03 09 Arthritis-Gehstützen
  - 12 03 12 Achselstützen
  - 12 03 16 Gehstöcke mit drei oder mehr Stützbeinen, einem Handgriff und/oder einer Unterarmauflage oder Manschette
  - 12 03 18 Gehstöcke mit Sitz
- 12 06 Mit beiden Armen gehandhabte Gehhilfen
  - 12 06 03 Gehrahmen/Gehgestelle (auch Gehrahmen/Gehgestelle mit zwei Rollen)
  - 12 06 06 Rollatoren und Delta-Gehräder
  - 12 06 09 Gehwagen und Gehwagen mit Sitz (Gehsessel)
  - 12 06 12 Gehwagen mit Tisch (Gehtische)

### Kurze Einzelbeschreibungen
- Mehrfußgehhilfen (Dreipunkt-, Vierpunkt-, Fünfpunktgehstützen) haben ein Oberteil wie Gehstöcke, jedoch drei bis fünf abgespreizte Einzelaufstandspunkte.
- Gehgestelle oder Gehrahmen sind leichte Stützgestelle mit vier Aufstandspunkten auf dem Boden. Sie werden bei jedem Schritt etwas angehoben und um eine Schrittweite nach vorn wieder aufgesetzt.
- Gehwagen sind im Prinzip Gehgestelle mit Rädern, die beim Gehen nicht angehoben werden müssen. Sie werden meist im Innenbereich verwendet. Gehwagen können je nach Bedarf mit speziell orthopädisch angefertigten Armstützen ausgestattet sein, um die Anwendung auch bei verminderter Greiffähigkeit zu ermöglichen.
- Rollatoren sind robustere und mit größeren Rädern ausgestattete Gehwagen, die für den Außenbereich geeignet sind. Sie verfügen zudem über Bremsen, teilweise auch über Sitzflächen und Rückenlehnen. Dem Rollator ähnlich sind Delta-Gehräder oder Dreirad-Gehräder, die weniger stabil, dafür aber beweglicher sind. Orthopädische Roller dienen der einseitigen Fußentlastung bei einer vorübergehenden Gehbehinderung, z. B. aufgrund einer Fußverletzung.
- Gehhilfen für Kinder werden als Unterarmgehhilfen mit entsprechend geringerer Höhe gefertigt. Zur Förderung der Akzeptanz durch die kleinen Patienten sind diese Gehhilfen häufig besonders farbig gestaltet.

### Normen
- Die europäische Norm EN ISO 11199 definiert Gehhilfen für beidarmige Handhabung und Anforderungen und Prüfverfahren.
- Für Deutschland ist diese Norm als DIN EN ISO 11199 ausgefertigt.

## Gehhilfen für Menschen ohne Gehbehinderung
Gehhilfen für Personen ohne Gehbehinderung können unterschieden werden nach dem Zweck ihres Einsatzes (z. B. Spazierstock oder Wanderstock) und nach ihrer Beschaffenheit – Material, Herstellungsweise, Ausführung einzelner Einzelmerkmale u. a. – (z. B. Bengalas de Gestaçô, Derbystock, Fritzstock, Knotenstock, Teleskopstock, Ziegenhainer). Bei einer Unterscheidung (Klassifikation) können Besonderheiten sowohl hinsichtlich des Einsatzzwecks als auch hinsichtlich der Beschaffenheit zugleich zum Tragen kommen (z. B. beim Bergstock oder bei einer Reihe anderer Gehhilfen).